# Sukanya Mishra
Sukanya Mishra (* 6. Oktober 1985) ist eine ehemalige indische Leichtathletin, die sich auf den Hammerwurf spezialisiert hat.

## Sportliche Laufbahn
Ihren einzigen internationalen Meisterschaftseinsatz hatte Sukanya Mishra bei den Leichtathletik-Asienmeisterschaften 2009 in Guangzhou, bei denen sie ursprünglich den sechsten Platz belegte, nachträglich aber wegen eines Dopingverstoßes disqualifiziert wurde, woraufhin sie ihre aktive Karriere beendete.
2009 wurde Mishra indische Meisterin im Hammerwurf.